# Calormen
Calormen es un país ficticio de la obra de C.S. Lewis, Las Crónicas de Narnia. Calormen es un enorme imperio al sur del reino de Archenland. La mayoría del país es de clima semiárido, y sus accidentes geográficos más notables son un volcán conocido como Montaña Llameante de Lagour, y el Gran Desierto. El Gran Desierto está en el norte del país, y la dificultad de cruzarlo ha evitado que los agresivos gobernantes de Calormen invadan Archenland y Narnia por siglos. Posiblemente Lewis usó la palabra latina calor para crear el nombre de este país.
En El caballo y el muchacho, el territorio de Calormen es descrito como un país mucho más grande (de mayor superficie) comparado con sus vecinos del norte, y es descrito que su ejército siempre triunfa al conquistar más tierras o contener rebeliones, a través de guerras con las cuales ni Narnia y Archenland están implicados. La frontera norte del imperio calormeno se extiende desde las Montañas Occidentales hasta el Gran Océano del Este.
El Río de Calormen fluye de este a oeste por el lado sur del Gran Desierto, y la capital del reino, Tashbaan, está localizada en una isla en el delta de su desembocadura. El río está rodeado en gran parte de su extensión por granjas y ricas comunidades.
En Calormen vive Shasta, el protagonista de El caballo y su muchacho.
La ciudad de Azim Bald, localizada en un cruce en el corazón del país, es un gran centro para viajes y comunicaciones.
C.S. Lewis, el autor de las Crónicas, fue criticado porque este país posee muchas semejanzas con los países árabes islámicos.

## Historia
Los orígenes de Calormen y de sus habitantes no son aclarados durante las Crónicas. Según la cronología narniana publicada por Walter Hooper, Calormen fue fundado por proscritos de Archenland, que viajaron a través del Gran Desierto hacia el sur aproximadamente 24 años después de la fundación de Archenland. Mas según una teoría alternativa, Calormen fue fundado por la gente que por casualidad se encuentra en esa tierra proveniente de nuestro mundo, llegando por una puerta desde el Medio Oriente (similar al armario inglés en El león, la bruja y el armario), que posteriormente fue destruida para evitar el retorno al planeta Tierra. Los calormenos hablan una variante del inglés estándar favorecido tanto por narnianos humanos y animales, que podría apoyar este argumento; sin embargo, Jadis también habla el inglés. Los rasgos de los antiguos persas, mogoles, y turcos otomanos plasmados en la cultura calormena, o el origen de su religión, no fue satisfactoriamente explicada.
A lo largo del tiempo transcurrido en Las Crónicas de Narnia, Calormen y Narnia mantienen una rivalidad en su coexistencia, aunque generalmente pacífica. El caballo y el muchacho y La Última Batalla contienen descripciones de complots que se concentran en Calormen, mientras que los otros libros tienen referencias periféricas o mínimas. En El caballo y el muchacho, los protagonistas principales (entre ellos, una joven miembro de la nobleza calormena) se escapan de Calormen en dirección a Archenland y Narnia, mientras que el ejército calormeno bajo el mando del Príncipe Rabadash intenta invadir Narnia y raptar a la reina Susan de Narnia para tomarla como esposa. El pequeño ejército calormeno (compuesto por 200 caballos y sus jinetes) es reprimido en la frontera del Reino de Archenland. En La Última Batalla, algún tipo de comercio y viajes existe entre Narnia y Calormen, y una invasión acertada por los militares calormenos precipita el final del universo narniano.
Los calormenos son descritos como personas de piel morena, con bastante barba los varones. Las túnicas, turbantes y zapatos de madera con una punta respingona en el dedo del pie, son accesorios comunes de su atuendo, y el arma mayormente usada por ellos es la cimitarra. Los palacios lujosos están presentes en la capital Tashbaan. La gente de Calormen hace hincapié en el mantenimiento del honor y precedentes, a menudo hablando en lenguaje poético, en homenaje a sus poetas antiguos. La veneración a los adultos mayores, y la diferencia absoluta al poder, son características de la sociedad calormena. El poder y la riqueza determinan la clase y la posición social, y la esclavitud es trivial. La unidad monetaria es el símbolo de una media luna. Los narnianos resisten a los calormenos por su desdén hacia los animales y esclavos. Mas según los calormenos, los narnianos son considerados "bárbaros".
El gobernante de Calormen es llamado "el Tisroc", y es considerado por los calormenos como un descendiente del dios Tash, a quien ellos adoran, además de otros dioses y diosas. Los calormenos siempre dicen una frase célebre para ellos: "que viva para siempre (el Tisroc)". La jerarquía, por debajo del Tisroc, está compuesta por sus hijos (los príncipes), un Gran Visir, y la clase noble, quienes son conocidos como Tarkaanos y Tarkinas. Los nobles tienen un brazalete de oro en uno de sus brazos, y sus matrimonios son por lo general arreglados durante la juventud. Debajo de ellos están los soldados del ejército, los comerciantes, y la clase campesina, con esclavos (que son el peldaño más bajo en la escala social). Los líderes calormenos son retratados como personas totalmente bélicas, y los Tisrocs generalmente tienen el deseo de conquistar las tierras 'bárbaras' del norte (Narnia y Archenland).

## Poesía calormena
La poesía de Calormen es prolija, sentenciosa, y moralista, llena de apotegmas.
Los calormenos menosprecian la poesía narniana, argumentando que habla de asuntos como amor y guerra, y no sobre las "máximas útiles". Pero cuando Shasta y Aravis oyen por primera vez la poesía narniana (y tal vez la archenlandesa también), ellos la hallan mucho más emocionante. Los calormenos también aprecian el arte de narrar historias, que según Lewis, forma parte de la educación de la nobleza. El caballo parlante Bree, aunque no aficionado a la mayor parte de las cosas calormenas, se entretiene con Aravis cuando ella cuenta una historia al estilo de Calormen.

## Conceptos de libertad y esclavitud
En El caballo y su muchacho, Lewis usa los valores culturales de Narnia, Archenland y Calormen para desarrollar un tema de libertad en contraste con la esclavitud. Lewis representa la cultura calormena con un principio fundamental: aquel que es débil y menospreciado debe dar paso al fuerte y poderoso:

Porque en Tashbaan solo hay una regla para el tráfico: aquel que es menos importante tiene que salir del camino para ceder el paso a todo aquel que es más importante, a menos que desee un latigazo o un golpe dado con lanza.

Él también revela que el motivo principal de Calormen intentar invadir Archenland y Narnia, es contrarrestar a los "países libres" cercanos a la frontera del imperio calormeno, conforme es dicho por el propio Tisroc:

Estos pequeños países bárbaros que se llaman libres (que en realidad quieren decir "ociosos, desordenados y no rentables") son odiosos a los dioses y a todas las personas de discernimiento.

Por el contrario, los reyes y reinas de Narnia y Archenland, como gobernantes de los pueblos libres, se sienten responsables por el bienestar de sus súbditos, como le dice el Rey Luna a Shasta:

Pues ser rey es esto: ser el primero en todos los combates, y el último en todas las retiradas. Cuando hubiere hambre en el país (lo que a veces ocurre en los peores años), el rey debe alimentarse frugalmente, y reír más alto que nadie ante una refección parca.

## Acusaciones de racismo
C.S. Lewis ha sido acusado del racismo, en particular respecto a los calormenos. El novelista Philip Pullman ha sido agresivo en particular, llamando los libros de 'descaradamente racistas', y en una entrevista con The Observer, criticó la adaptación cinematográfica de The Chronicles of Narnia: The Lion, the Witch and the Wardrobe, diciendo que los libros contuvieron "una mezcla malhumorada de racismo, misoginia, etc.".
Aravis (protagonista en El caballo y su muchacho) y la otra gente de Calormen, son descritos con la característica de tener la piel oscura, y los tarkaanos y tarkinas, como Aravis, a menudo se teñían el pelo de color carmesí. Ellos también se asemejan a los hindúes y árabes de piel más oscura. Por el contrario, Shasta (protagonista en El caballo y su muchacho, oriundo de Archenland) y los narnianos son de piel blanca, y se observa que ellos son miembros de la realeza de una manera un tanto atenuada, en relación con la antigua Realeza Inglesa. Una vez que son mayores, Aravis y Shasta tienen un hijo de raza mixta (mestizo).
La crítica contra el racismo se basa en una representación de los calormenos como enemigos de Aslan y Narnia. Los calormenos son descritos por los enanos renegados como "morenitos", que es la única expresión intolerante utilizada por individuos manifiestamente lerdos (en La última batalla). Los calormenos viven en un desierto, usan turbantes y zapatillas puntiagudas, sus nobles se llaman Tarkaans (Tarkan significa caballero en la cultura turca preislámica), están armados con cimitarras, y utilizan el símbolo de una media luna como dinero. Estas descripciones se pueden comparar con el atuendo histórico de los pueblos del Medio Oriente y regiones de Asia, de cuya apariencia física pudieron haberse basado los calormenos. Ellos también cumplen con una serie de estereotipos, tales como crueldad, codicia, cobardía, traición, pereza, tendencia a "la indulgencia bruta", y trata de esclavos. Sin embargo, se los elogió bastante por su narración de cuentos.
La religión calormena no parece ser basada en cualquiera de las religiones monoteístas que son comúnmente practicadas en estas regiones, como el islam (aunque existen semejanzas con las religiones árabes antes de la época de Mahoma). Al contrario de todo esto, los calormenos son politeístas y adoran a una gran cantidad de dioses, entre ellos Tash (vocablo que en turco significa "piedra"), retratado como un estereotipo satánico, que exige sacrificios humanos de sus seguidores. La religión de los calormenos probablemente se basó en aquellas religiones de los cananeos y cartagineses,[cita requerida] que también requieren de sacrificios humanos, y fue presentado como algo demoníaco en The Everlasting Man de G. K. Chesterton, un libro que Lewis admiraba. La naturaleza calormena (con bastante capacidad comercial) también se ha basado en representación de Cartago dada por Chesterton. Sin embargo, en el sentido puramente literario, la representación de la religión calormena puede deber algo a la imagen fantasma del islam que se encuentra en los romances medievales. También hay aspectos de la cultura calormena, tales como el clima y las características físicas, que se asemejan a los de la India (como por ejemplo: los brazos múltiples de Tash —similar a las representaciones de dioses hindúes— o el nombre de Shasta, que es compartida con una deidad hindú).[cita requerida] Partes de la cultura también parecen haberse basado en la representación de Babilonia dada por E. Nesbit (tales como "Tisroc" como el nombre del gobernante, y añadiendo la frase "que viva para siempre" cuando se cita a este rey).
Las Crónicas tienen un "sabor" típico de la era victoriana del Reino Unido, que estuvo de moda durante la vida del autor. Acerca de él, Kyrie O'Connor escribió: "En su tiempo, quizá la gente pensó que era divertido burlarse de otras culturas. Por lo tanto, lean acerca de historia y pregunten al respecto; pero recuerden que la persona que escribió esta historia era del todo también un ser humano más." Las reivindicaciones de racismo pueden ser notoriamente contrarrestadas con una imagen positiva de dos calormenos por parte de Lewis, cuando la falta de racismo se muestra a ellos desde la nobleza narniana. En El caballo y el muchacho, la protagonista femenina Aravis es una calormena noble que es aceptada de todo corazón por archenlandeses y narnianos, llegando a casarse con Cor (Shasta), un príncipe de un grupo étnico más "europeo", una declaración progresista y audaz de Lewis en un momento en que las relaciones mixtas no eran tan comunes ni muy aceptadas, como lo ha sido hasta los últimos años. En La Última Batalla, Emeth (un calormeno) es considerado por Aslan como una persona digna, independientemente de su color de piel, a pesar de que era un adorador de Tash. De hecho, Lewis menciona en La última batalla que aquellos que adoran a Tash y que son virtuosos, son (de hecho) adoradores de Aslan, y los que son inmorales y que adoran a Aslan, en realidad son (de hecho) adoradores de Tash.